# Nogrobs grimaldii
Nogrobs grimaldii är en ringmaskart som först beskrevs av Fauvel 1909.  Nogrobs grimaldii ingår i släktet Nogrobs och familjen Serpulidae. Inga underarter finns listade i Catalogue of Life.